# 耶律燕哥
耶律燕哥（やりつ えんか、生年不詳 - 1095年）は、遼（契丹）の政治家。字は善寧。

## 経歴
季父房耶律鐸穏の末裔。太師耶律豁里斯の子として生まれた。清寧年間、左護衛太保となった。太康元年（1075年）、北面林牙に転じた。太康2年（1076年）、耶律乙辛が北院枢密使として復帰すると、燕哥は耶律乙辛の耳目として仕え、見聞きしたことを必ず報告した。耶律乙辛の推薦を受けて、左夷離畢に任じられた。太康3年（1077年）6月、皇太子耶律濬が誣告を受けると、道宗は燕哥を太子のもとに派遣して事情を聴取させた。太子は燕哥に無実を訴えたが、燕哥は蕭十三の意見を容れて、内容を変えて奏上した。皇太子派を粛清し、耶律乙辛が権力を確立するのに、燕哥の協力は大きかった。12月、燕哥は契丹行宮都部署となった。太康5年（1079年）5月、南府宰相となった。太康8年（1082年）2月、惕隠に転じた。
太安3年（1087年）、西京留守となり、致仕した。寿昌元年（1095年）、病没した。

## 伝記資料
- 『遼史』巻110 列伝第40 姦臣上